# Independence (Oregon)
Pour les articles homonymes, voir Independence.
Independence est une ville du comté de Polk (Oregon), aux États-Unis. Elle est située sur la rive ouest de la Willamette, le long de l'Oregon Route 51 (en), et à l'est de Monmouth.
Elle compte 8 590 habitants d'après le recensement des États-Unis de 2010.

## Histoire
Independence est fondée par des colons provenant de Independence (Missouri)[réf. souhaitée].